# Красный Луч (Октябрьский район)
Кра́сный Луч — хутор в Октябрьском районе Ростовской области.
Административный центр Краснолучского сельского поселения.

## География
Хутор расположен на реке Кадамовка, на расстоянии 14 км к востоку от рабочего посёлка Каменоломни, административного центра района.

## Население
| 2010 |
| ---- |
| 635  |

## Улицы
| - ул. Артёма, - ул. Восточная, - ул. Герцена, - ул. Заречная, - ул. Индустриальная, - ул. Комсомольская, - ул. Мелиховская, | - ул. Мира, - ул. Молодёжная, - ул. Новая, - ул. Степная, - ул. Центральная, - ул. Школьная. |